# Xerocrassa cardonae
Xerocrassa cardonae е вид коремоного от семейство Hygromiidae. Видът е световно застрашен, със статут Уязвим.

## Разпространение
Разпространен е в Испания (Балеарски острови).